# Kastala

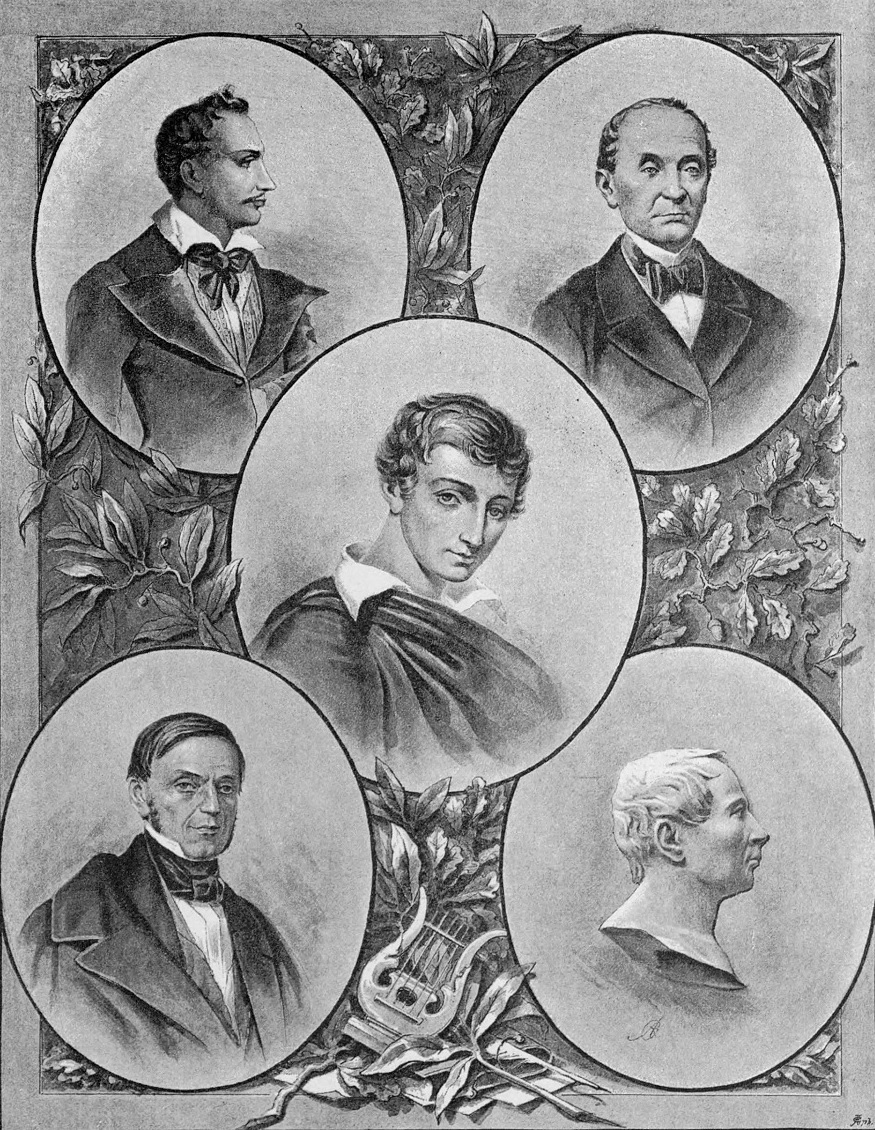
Ilustracja przedstawiająca czołowych literatów z grona Filomatów i Filaretów – w dolnym rzędzie znajdują się Antoni Edward Odyniec i Jan Czeczot, którzy należeli do Kastali

Kastala – koło poetyckie działające w 1823 roku w Wilnie, powiązane ze środowiskami filomackimi. Na jego czele stał Jan Czeczot.

## Historia
Zimą 1823 roku Jan Czeczot zgromadził wokół siebie młodzież o ambicjach literackich. Między styczniem a kwietniem wyłonił się z tej grupy klub literacki pod nazwą Kastala. Swoją nazwą nawiązywał do legendarnego, znajdującego się na Parnasie, źródła, które miało budzić poetyckie natchnienie. Uroczysta inauguracja grupy miała miejsce 18 kwietnia 1823 roku.
Według korespondencji pomiędzy Janem Czeczotem a Adamem Mickiewiczem spotkania związku początkowo odbywały się co tydzień. Na spotkaniach należący do koła przedstawiali innym stworzone przez siebie utwory; dyskutowano również o tematach literackich. W pierwszych tygodniach działalności koła Czeczot stawiał jego członkom następujące cele: dostarczanie materiałów do Dziejów Dobroczynności, tłumaczenie ód pobożnych Sarbiewskiego, pisanie piosenek pobożnych i innych rzeczy moralnych. Następnie członkowie stowarzyszenia mieli zająć się zbieraniem materiałów do kalendarza i almanachu roku 1824.
Kastala działała do października 1823 roku, kiedy to rozpoczęły się aresztowania młodzieży wileńskiej będące skutkiem śledztwa prowadzonego przez Nikołaja Nowosilcowa.

## Ryt i organizacja
Koło miało charakter elitarny i zrzeszało wyłącznie poetów. Miało sprecyzowane zasady działalności. Rozpoczynając posiedzenie koła przewodniczący pozdrawiał zebranych stałą formułą, która zawierała cele związku: „W imię Boże rozpoczynamy, o bracia Kastalu, prace nasze. Praca czyni nas użytecznymi społeczeństwu i sobie [...] Nauka rozjaśnia umysł, a umysł oświecony jest słońcem, które przyświeca sprawom ludzkim, a spłonąłby świat moralny, gdyby cnota tem słońcem nie kierowała [..] Cnota więc o bracia, jest nasz Apollo, miłość ojczyzny, dobro publiczne, przyjaźń, stałość, zgoda, pomoc braterska, zapał do pracy, nieugięta moc duszy, miłość bliźnich – są dziewięć sióstr, dziewięć muz naszych. Ich natchnieniem opiewajmy dzieje przodków [...]”.
W ceremoniale przyjęcia nowego członka, na pytanie naczelnika, które dotyczyło powodów chęci przystąpienia do organizacji, kandydat odpowiadał „Czerpać mocniejszy zapał do cnoty, pracy, nauki, miłości ojczyzny i opiewania sławy narodowej”.
Sam Jan Czeczot nazywał związek mianem „birży poetyckiej” (czyli giełdy) lub  „hanzy” (w nawiązaniu do związku miast handlowych).

## Charakterystyka
Koło stanowiło miejsce ścierania się mickiewiczowskich i czeczotowych poglądów na literaturę. Czeczot uważał się za sternika zgromadzonej w kole młodzieży i stawiał jej za cel tworzenie literatury charakteryzującej się wysokim dydaktyzmem i patriotyzmem, zawierającej treści narodowo-moralizatorskie; sam Czeczot tworzył wówczas śpiewy historyczne (zainteresowanie tą dziedziną poskutkowało stworzeniem późniejszych Śpiewek o dawnych Litwinach do roku 1434). Znaczna część członków koła ignorowała jednak jego wskazówki, w swojej twórczości idąc w stronę literatury, którą tworzył Mickiewicz, co objawiało się między innymi poprzez wzmożoną skłonność do poetyzowania czy pierwsze próby tworzenia ballad.
Wytworzone w czasie działalności koła wzorce i upodobania literackie zostawiły swój ślad na późniejszej twórczości należących do stowarzyszenia poetów.

## Członkowie
Liderem i przywódcą koła był Jan Czeczot. Oprócz niego do Kastali należeli m.in.: Antoni Edward Odyniec, Aleksander Chodźko, Emeryk Staniewicz, Jan Zahorski, Julian Korsak, Józef Massalski i Ludwik Spitznagel. Część członków była związana z filaretami.